# Elizabeth Daily
Elizabeth Daily, pseudonimo di Elizabeth Ann Guttman (Los Angeles, 11 settembre 1961), è un'attrice, doppiatrice e cantante statunitense.

## Biografia
Nota anche come E. G. Daily, è l'ex moglie dell'attore Rick Salomon; è madre di due figlie, Hunter (1996), a sua volta attrice, e Tyson (1998).

## Filmografia parziale

### Attrice

#### Cinema
- Street Music, regia di Jenny Bowen (1981)
- One Dark Night, regia di Tom McLoughlin (1982)
- La ragazza di San Diego (Valley Girl), regia di Martha Coolidge (1983)
- Josie, regia di Michael Ray Rhodes (1983)
- Una cotta importante (No Small Affair), regia di Jerry Schatzberg (1984)
- Strade di fuoco (Streets of Fire), regia di Walter Hill (1984)
- Pee-wee's Big Adventure, regia di Tim Burton (1985)
- Fandango, regia di Kevin Reynolds (1985)
- Sapore di hamburger (Better Off Dead...), regia di Savage Steve Holland (1985)
- Vivere nel terrore (Bad Dreams), regia di Andrew Fleming (1988)
- Seduttore a domicilio (Loverboy), regia di Joan Micklin Silver (1989)
- Dutch è molto meglio di papà (Dutch), regia di Peter Faiman (1991)
- Dogfight - Una storia d'amore (Dogfight), regia di Nancy Savoca (1991)
- La casa del diavolo (The Devil's Rejects), regia di Rob Zombie (2005)
- Pledge This!, regia di William Heins (2006)
- Aquamarine, regia di Elizabeth Allen Rosenbaum (2006)
- Cutting Room, regia di Ian Truitner (2006)
- La custode di mia sorella (My Sister's Keeper), regia di Nick Cassavetes (2009)
- Yellow, regia di Nick Cassavetes (2012)
- Mothers and Daughters, regia di Paul Duddridge (2016)
- 31, regia di Rob Zombie (2016)

#### Televisione
- Laverne & Shirley – serie TV, episodi 5x8 (1979)
- CHiPs – serie TV, episodi 5x17 (1982)
- Bay City Blues – serie TV, episodi 1x2 (1983)
- Saranno famosi (Fame) – serie TV, episodi 2x18-2x19 (1983)
- Friends – serie TV, episodi 3x14 (1997)
- The Mentalist – serie TV, episodio 4x04 (2011)
- The Middle – serie TV, episodio 7x17 (2016)

### Doppiatrice

#### Cinema
- I Flintstones (The Flinstones), regia di Brian Levant (1994)
- Piccole canaglie (The Little Rascals), regia di Penelope Spheeris (1994)
- In viaggio con Pippo (A Goofy Movie), regia di Kevin Lima (1995)
- Babe va in città (Babe: Pig in the City), regia di George Miller (1998)
- Rugrats - Il film (The Rugrats Movie), regia di Igor Kovalyov e Norton Virgien (1998)
- Alvin e i Chipmunks incontrano l'Uomo Lupo (Alvin and the Chipmunks Meet the Wolfman), regia di Kathi Castillo (2000)
- La voce del cigno (The Trumpet of the Swan), regia di Terry L. Noss e Richard Rich (2001)
- Le Superchicche - Il film (The Powerpuff Girls Movie), regia di Craig McCracken (2002)
- Rugrats Go Wild, regia di John Eng e Norton Virgien (2003)
- Happy Feet, regia di George Miller, Warren Coleman e Judy Morris (2006)
- Curious George: A Very Monkey Christmas, regia di Scott Heming, Cathy Malkasian e Jeff McGrath (2009)
- Happy Feet 2 (Happy Feet Two), regia di George Miller, Gary Eck e David Peers (2011)

#### Televisione
- Eek!stravaganza (Eek! the Cat) – serie TV, 31 episodi (1992-1996)
- Duckman: Private Dick/Family Man – serie TV, 63 episodi (1994-1997)
- Le avventure di Felix il gatto – serie TV (1995-1997)
- Quack Pack – serie TV, 37 episodi (1996-1997)
- Casper – serie TV, episodi 1x9-3x6 (1996-1997)
- Timon & Pumbaa – serie TV, episodi 4x4-5x21-5x35 (1996-1999)
- Jumanji – serie TV, episodi 3x5 (1998)
- Hercules – serie TV, episodi 1x1-1x50 (1998-1999)
- Hey, Arnold! – serie TV, episodi 4x17 (1999)
- Le Superchicche (The Powerpuff Girls) – serie TV, 78 episodi (1998-2004)
- Picchiarello - serie TV, 18 episodi (1999-2002)
- Game Over – serie TV, 6 episodi (2004)
- I Rugrats (Rugrats) – serie TV, 172 episodi (1991-2006)
- ChalkZone – serie TV, 21 episodi (2002-2008)
- I Rugrats da grandi (All Grown Up!) – serie TV, 52 episodi (2003-2008)
- I Dalton (Les Dalton) – serie TV, 1 episodio (2010)

##### Videogiochi
- Portavoce Uac in Doom Eternal [1]

## Doppiatrici italiane
- Monica Ward in Vivere nel terrore
- Valeria Perilli in La casa del diavolo
- Barbara Salvucci in La custode di mia sorella
- Claudia Razzi in 31

Da doppiatrice è sostituita da:
- Maura Cenciarelli in I Rugrats (2º doppiaggio), Rugrats - Il film, Rugrats in Paris, I Rugrats da grandi
- Monica Bertolotti in Quack Pack, Le Superchicche, Le Superchicche - Il film, Duckman
- Renata Bertolas in I Rugrats (1º doppiaggio)
- Lorenzo De Angelis in Babe va in città
- Ruggero Valli in Happy Feet
- Lorenzo D'Agata in Happy Feet 2
- Patrizia Scianca in Alla ricerca della valle incantata - La serie
- Laura Romano in Avengers: i più potenti eroi della Terra! (1ª voce)
- Angela Brusa in Avengers: i più potenti eroi della Terra! (2ª voce)
- Alessia Amendola in I cuccioli della giungla

## Discografia

### Album
- Wild Child (1985)
- Lace Around the World (1989)
- Tearing Down the Walls (1999)
- Changing Faces (2008)

### Singoli
- "Say It, Say It" (1986)
- "Love in the Shadows" (1986)
- "Mind Over Matter" (1987)
- "Some People" (1989)
- "This Time" (1990)
- "Don't Even Care" (1999)
- "Breath of Heaven" (1999)
- "Changing Faces" (2003)
- "Beautiful" (2008)
- "Somebody's Loving You" (2010)